# Ponson du Terrail
Pierre Alexis, Visconde de Ponson du Terrail (Montmaur, 8 de julho de 1829 – Bordéus, 20 de janeiro de 1871) foi um escritor francês, do gênero novelista. 

## Vida
Educado por sua família para ser membro da Marinha francesa, numa família tradicionalmente ligada ao meio militar, Ponson du Terrail se rebelou contra as determinações da família e contra os estudos, preferindo viver de literatura. Foi o autor de As proezas de Rocambole, um romance-folhetim publicado à partir de 1853, onde a personagem principal, chamado Rocambole, é um homem envolvido em trapaças, hábil em enganar as pessoas usando de disfarces diversos. O romance obteve grande sucesso no Brasil, em especial na capital, Rio de Janeiro.
Durante sua carreira, escreveu simultaneamente cinco novelas diferentes, uma para cada jornal, entre eles L'Opinion nationale, La Patrie, Le Moniteur, Le Petit Journal.

### Obras

#### Ciclo Rocambole
- [L’Héritage mystérieux](L'Héritage mystérieux), Paris: Louis de Potter, 1858, 9 volumes in-8°. OCLC 458018304.
- [Le Club des Valets-de-cœur](Le Club des Valets-de-cœur), Paris: Louis de Potter, 1858, 16 volumes in-8°. OCLC 458018384.
- [Les Exploits de Rocambole](Les Exploits de Rocambole), subtítulo: Une fille d’Espagne. La Mort du sauvage, Paris: Louis de Potter, 1859, 16 volumes in-8°. OCLC 458018479.
- Les Chevaliers du clair de lune, 1860-1863, composto por:
  - Le Manuscrit du Domino e La Dernière Incarnation de Rocambole.
  - Le Testament de Grain de Sel e Le Château de Belle-Ombre.
- [La Résurrection de Rocambole](La Résurrection de Rocambole), 1865-1866, composto por:
  - Le Bagne de Toulon, Les Orphelines, Madeleine, Rédemption e La Vengeance de Wasilika.
- Le Dernier Mot de Rocambole, 1866-1867, composto por:
  - Les Ravageurs, Les Millions de la bohémienne, Le Club des crevés, La Belle Jardinière e Le Retour de Rocambole. La Vérité sur Rocambole é frequentemente afiliada a esta série.
- Les Misères de Londres, 1868, composto por:
  - La Nourrisseuse d’enfants, L’Enfant perdu, Le Moulin sans eau, Les Tribulations de Shoking e:
  - Newgate, Le Cimetière des suppliciés, Un drame dans le Southwark, L’Enfer de mistress Burtin, Les Amours du Limousin, La Captivité du maître, Le Fou de Bedlam e L’Homme gris.
- Les Démolitions de Paris, 1869 e La Corde du pendu, 1870.

#### Outros
- La baronne trépassée, Paris: Baudry, 1852, 3 volumes in-8°. OCLC 764023554.
- La femme immortelle, 1852.
- Les Coulisses du monde: Un prince indien, Paris: Baudry, 1853, 2 volumes 21 cm. OCLC 42043034.
- Le pacte de sang, 2 volumes, Pierre-Jules Hetzel e Alphonse Durr, Leipzig, 1858.
- Les chiens de chasse. Récits d'automne, Paris: F. Amyot, 1863.
- Mémoires d’une veuve, Édouard Dentu, 1865.
- Les nuits de quartier Breda, Édouard Dentu, 1867.
- La messe noire, Aventures de cape et d'épée, 3 volumes, Édouard Dentu, 1869:
  - La ribaude ensorcelée,
  - La danseuse de cordes,
  - Le palais mystérieux.
- Les Cosaques à Paris, Librairie Hachette, 1866.
- La mère Michel, Librairie Hachette, 1866.
- Bavolet, texto escrito em 1850, mas publicado após La messe noire por E. Dentu em dezembro de 1869.
- Le forgeron de la Cour-Dieu, 1869; reeditado como romance folhetim no Le Journal du Loiret de 26 de dezembro de 1921 a 14 de março de 1923.
- La jeunesse du roi Henri, 4 volumes:
  - La jeunesse du roi Henri,
  - Les galanteries de Nancy-la-belle,
  - Les amours du roi-trèfle,
  - La reine des barricades, Paris: E. Dentu, 1869, 432 páginas in-12.
- Le trompette de la Bérésina: La mare aux fantômes, Paris: A. Faure, 1866, 2ª edição, 291 páginas in-16.

#### Apócrifos
- La Juive du Château-Trompette, Paris: Calmann-Lévy, 1879, 3 volumes in-16.  Comentário bibliográfico: Romance apócrifo provavelmente devido a Charles Chincholle.

## Ligações externos
- Livres de Ponson du Terrail - Projet Gutenberg
- Livres de Ponson du Terrail em Ebooks gratuitos e abertos, incluindo uma lembrança bibliográfica e uma sinopse das aventuras de Rocambole (todos os quais estão sendo republicados neste site).